# オコジョ
オコジョ（白鼬、学名： Mustela erminea Linnaeus, 1758）は、ネコ目（食肉目）イタチ科イタチ属に分類される動物の1種。別名ヤマイタチ（山鼬）、エゾイタチ（蝦夷鼬）、クダギツネ（管狐）。
イギリスを含むヨーロッパ中北部、北アメリカ、およびアジア中北部に自然分布している。また、日本では北海道や本州の東北地方、中部地方などに分布している。一方、ニュージーランドにはウサギ駆除を目的として導入されたが、外来種として在来種の生態系に深刻な影響を与える害獣と化している。

## 形態
体長はオスで16–33 センチメートル、体重は150–320 グラム程度。
イタチ科は一般に胴長短足であるが、オコジョの後ろ足は比較的長く、これによる強力な跳躍力を有している。目から鼻にかけての吻が短く、イタチ科にしては丸顔をしている。耳も丸い。
一年に2回換毛をし、夏は背側が茶色で腹側が白い。冬は全身が白になる。尾の先は黒い。

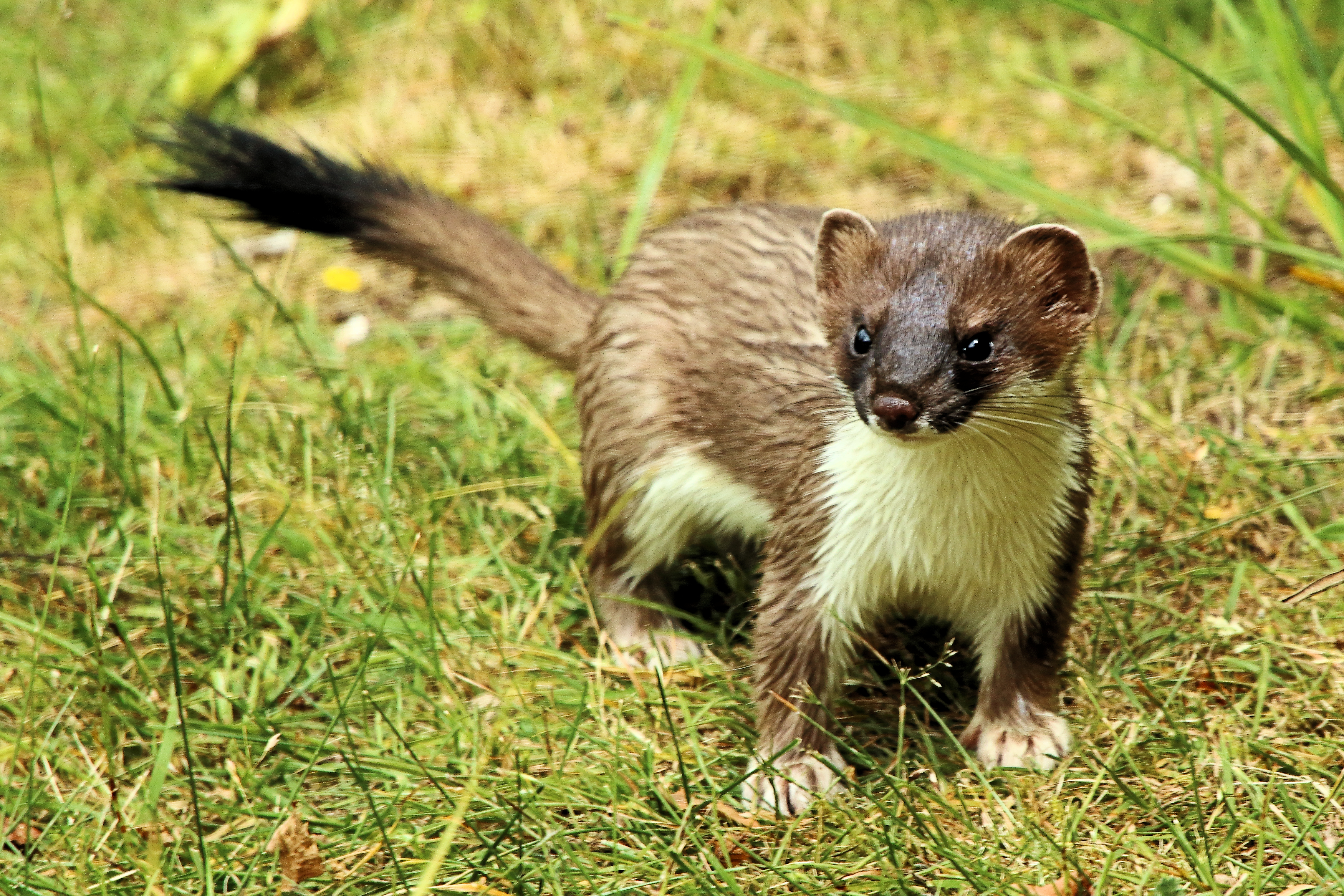
夏毛
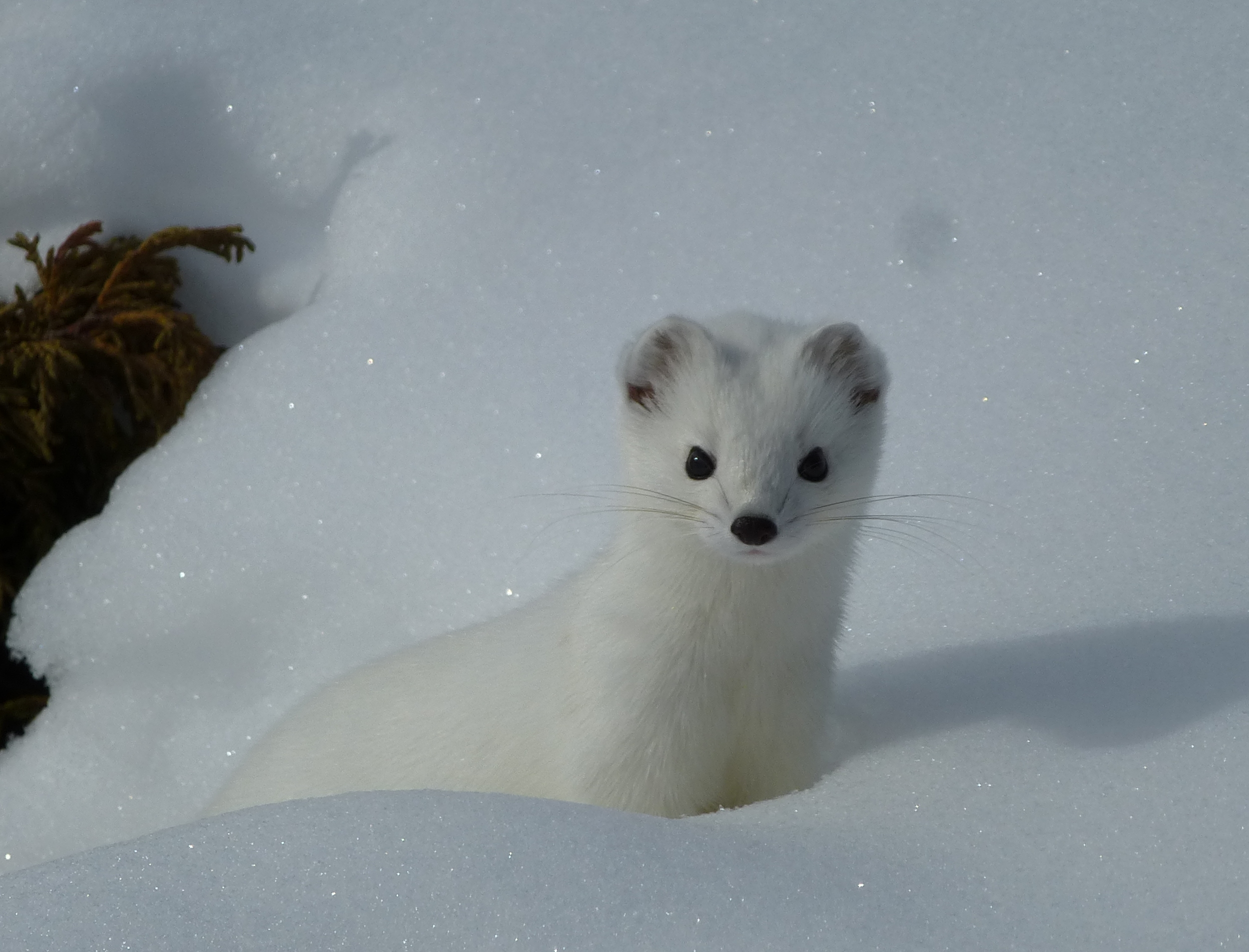
冬毛
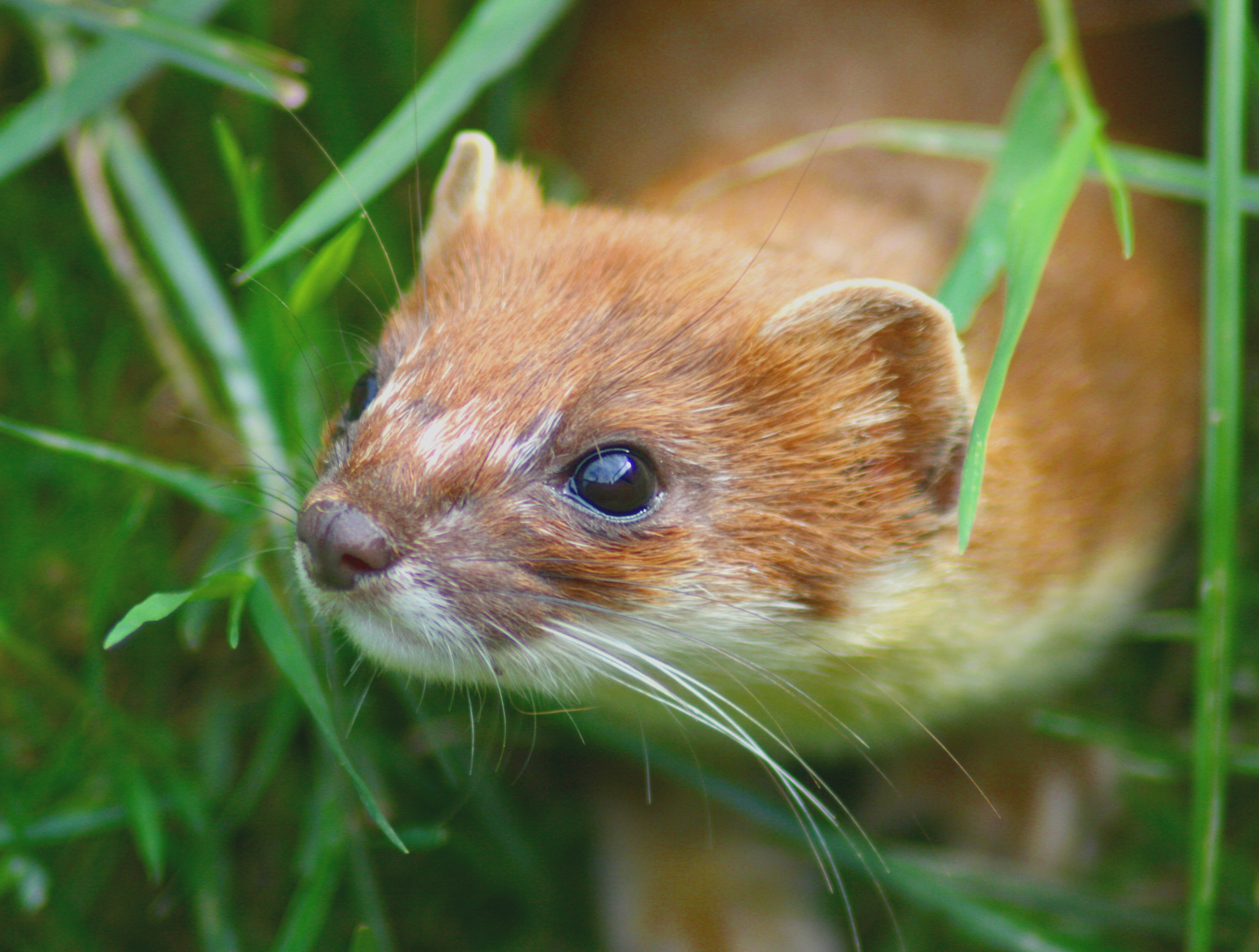
頭部
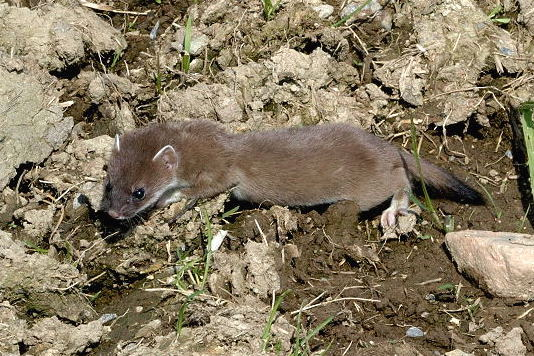
幼獣
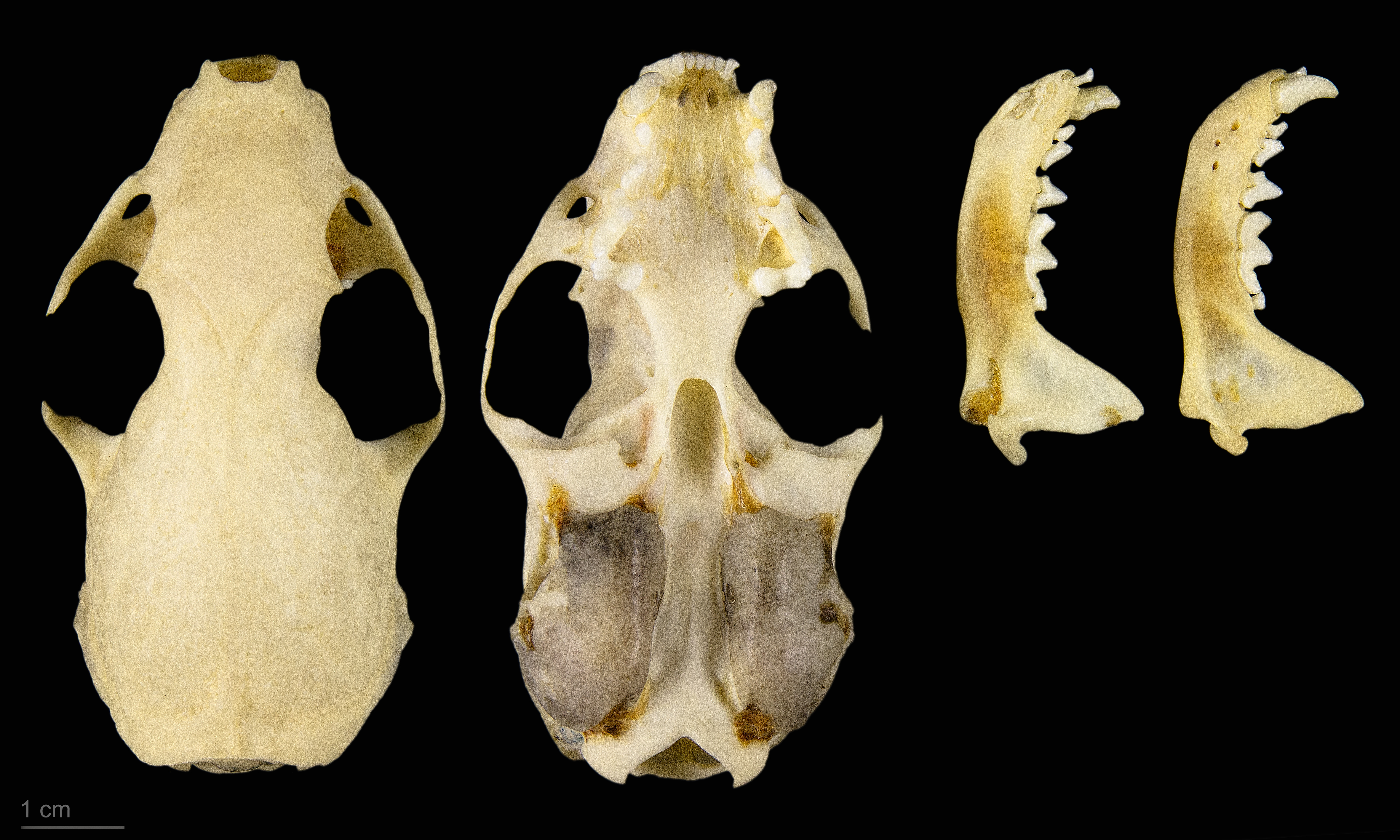
Mustela erminea

## 生態
気性が荒く、ノネズミなどを食べる他、自分の体よりも大きいノウサギやライチョウを捕食することがある。
単独で生活し、岩や樹根の隙間に営巣したり、ネズミの巣穴を乗っ取って自分の物にすることもある。
他のイタチ科と同様、オコジョには着床遅延という現象があることが知られている。交尾後、受精卵は長期間にわたり発生を休止し、妊娠、出産に適した暖かい季節になって初めて子宮壁に着床する。妊娠期間は1ヶ月程度である。
動きはきわめて敏捷で、木登りや泳ぎなども得意。

## 分類

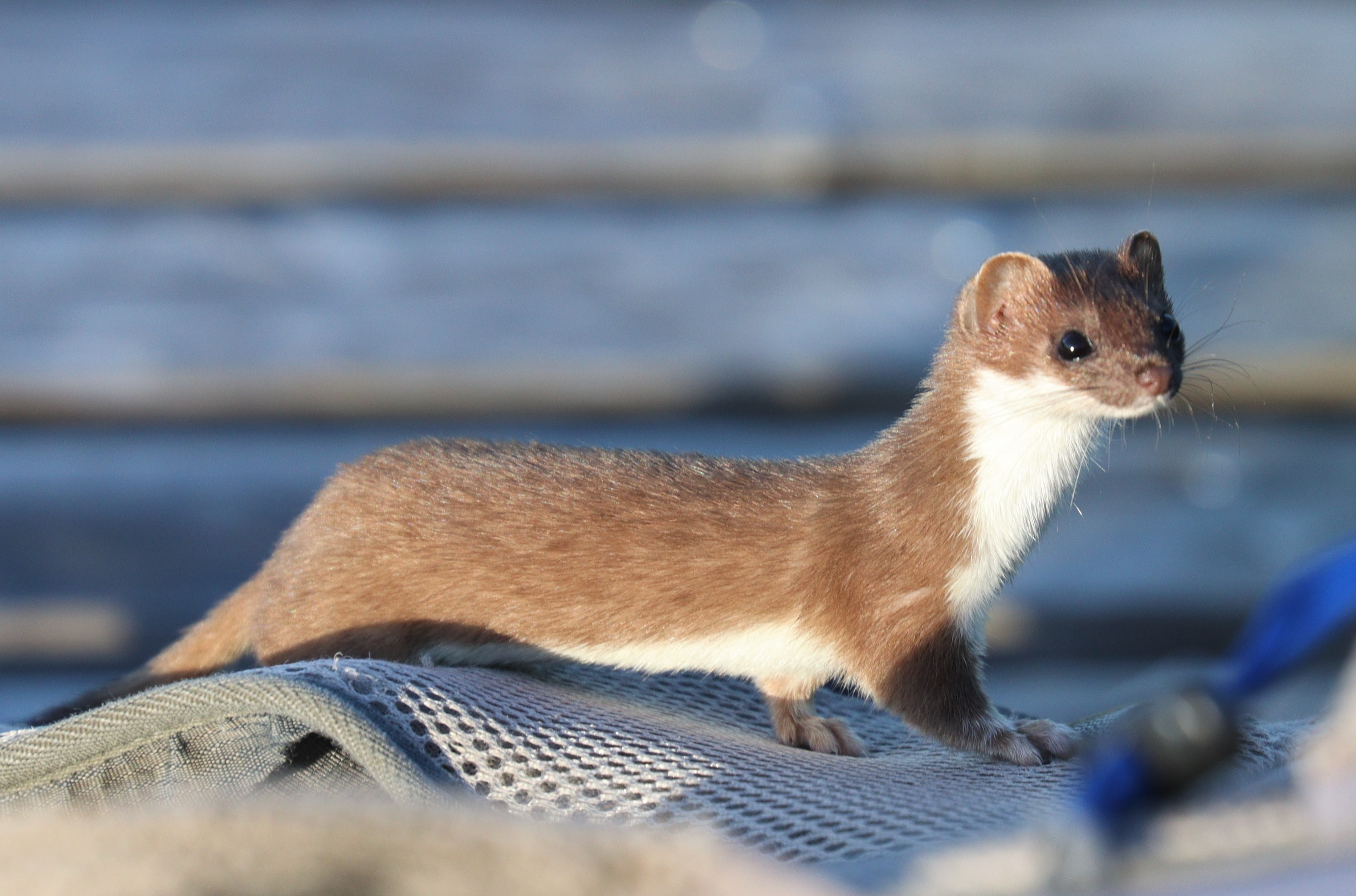
ホンドオコジョ

オコジョは35以上の亜種に分類される。一般に哺乳類は寒い地方ほど大型化する傾向があり、ベルクマンの法則として知られているが、オコジョでは北方に生息するものほど小型化する傾向がある。このため、ロシアなど北方に分布するオコジョは、今後別種として分類される可能性もある。日本では、環境省指定の準絶滅危惧種に指定されており、2亜種が生息している。
ホンドオコジョ M. e. nippon Cabrera, 1913
青森県から本州中部にかけて生息する。尾の先の黒い部分が尾長の1/3程度と小さいことが特徴である。
エゾオコジョ M. e. orientalis Ognev, 1928
北海道・ロシア極東に生息する。ホンドオコジョに比べ、一回り大きい。東シベリアの M. e. kaneii Baird, 1857 のシノニムとする説もある。

## 保全状態評価
オコジョ Mustela erminea
LEAST CONCERN (IUCN Red List Ver. 3.1 (2001))

亜種　ホンドオコジョ Mustela erminea nippon
準絶滅危惧（NT）（環境省レッドリスト）
亜種　エゾオコジョMustela erminea orientalis
準絶滅危惧（NT）（環境省レッドリスト）
亜種 Mustela erminea ferghanae （インド産亜種）
ワシントン条約附属書III

## 人間との関わり

### 毛皮

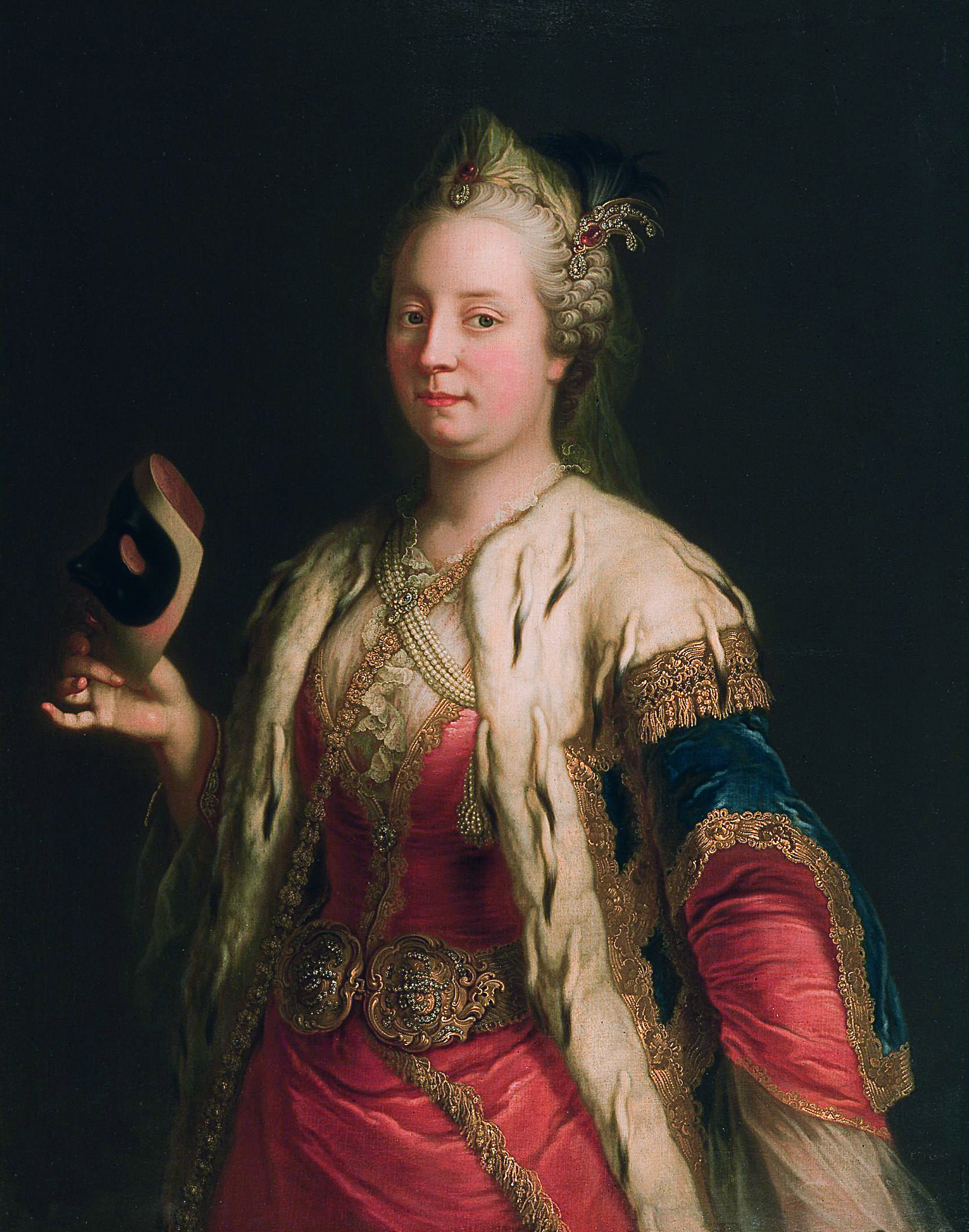
アーミンをあしらったドレスを着たマリア・テレジアの肖像

オコジョの毛皮は外套やストールの縁取り用に珍重され、特に純白の冬毛が好まれた。イギリス英語では冬毛のオコジョのみを「アーミン」（"ermine"）と呼んで区別する（北アメリカでは夏毛のオコジョもアーミンと呼ばれる）。
ヨーロッパでは、アーミンは王族の象徴とされた。中世の王侯貴族はこの冬毛のオコジョの毛皮をいくつも並べて1枚に縫わせ、それをガウンの裏地などに好んで用いた。王族や貴族の肖像画やトランプのクィーンやキングの絵札で黒い点のある白い縁のある服を見かけるが、その部分がアーミンである。イギリス貴族院議員の正装の上着にもアーミンがあしらわれているが、現在は人工毛皮が使用される。アーミンは西洋の紋章学で毛皮模様を表すティンクチャーのひとつともなっている。
14世紀前半に熊夢祥によって書かれたと思われる大都（北京）の地誌『析津志』において、銀鼠（オコジョ）に関する記事中にアイヌと野人女真との間で沈黙交易でオコジョの毛皮が取引されていたことが記述されている。

### 伝説
ルネサンス期には、冬毛のオコジョは純白の毛皮を汚されるよりも死を選ぶと信じられたため、純潔の象徴ともされた。
群馬県・長野県・山梨県の一部では、オコジョは山の神十二様の使いであり、人に祟ったり憑いたりすると伝えられる。地域によってはオサキやクダの正体とされる（オサキやクダは全国的には狐の変種とされる）。